# Geoffrey Horne
Geoffrey Horne (* 22. August 1933 in Buenos Aires, Argentinien) ist ein US-amerikanischer Schauspieler und Schauspiellehrer.

## Leben
Geoffrey Horne wurde in Buenos Aires als Sohn US-amerikanischer Eltern geboren und verbrachte einige frühe Jahre in Kuba, wo sein Vater als Vertreter einer Ölfirma lebte. Er studierte ab 1954 Schauspiel bei Lee Strasberg und schrieb sich zwei Jahre später beim The Actors Studio ein. 1956 debütierte er am Broadway in dem Stück Too Late the Phalarope.
Horne stand seit 1955 für Fernsehproduktionen vor der Kamera und gab 1956 sein Kinodebüt in dem Film noir Stirb wie ein Mann neben Ben Gazzara. Im Jahr darauf verkörperte er seine bis heute wohl bekannteste Filmrolle, als kanadischer Lieutenant Joyce in dem mit sieben Oscars ausgezeichnetem Filmklassiker Die Brücke am Kwai von David Lean. Danach schien ihm eine größere Hollywood-Karriere bevorzustehen, so war er für die Titelrolle in Ben Hur (1959) und als Hauptdarsteller von Fieber im Blut (1961) im Gespräch. Schlussendlich ging er allerdings für beide Besetzungen leer aus. Lediglich mit einer Nebenrolle in Otto Premingers Romanverfilmung Bonjour Tristesse konnte er noch etwas Aufmerksamkeit erzielen. Er drehte daraufhin in den späten 1950er- und frühen 1960er-Jahren einige Filme in Italien, die jedoch nur geringe Resonanz erreichten.
1964 kehrte er in die Vereinigten Staaten zurück, spielte weiter auf der Bühne (am Broadway und in Off-Produktionen) und nahm Gastrollen in Fernsehserien an. Ab Mitte der 1970er Jahre konzentrierte er sich auf das Unterrichten, was ihn 1978 zurück zu seinen Anfängen am Lee Strasberg Theatre and Film Institute führte. Lee Strasberg zeigte sich von seinem Unterrichtsstil begeistert und Horne schlug eine erfolgreiche Zweitkarriere als Schauspiellehrer ein. Später lehrte er auch an der New York University. 2011 erschien ein Dokumentarfilm über Lee Strasberg und seine Methode des Schauspielens, der zu großen Teilen aus einem Interview mit Horne besteht. Selbst als Schauspieler stand Horne zuletzt 1999 für die Adam-Sandler-Komödie Big Daddy vor der Kamera.
Horne ist Vater von vier leiblichen und drei adoptierten Kindern. Er lebt heute mit seiner fünften Ehefrau Kristin Andersson in New York. Zuvor war er u. a. von 1962 bis 1977 mit Collin Wilcox verheiratet, die Ehe wurde geschieden.

## Filmografie (Auswahl)
- 1955: Kraft Television Theatre (Fernsehserie, Folge 2x24 Billy Budd)
- 1957: Stirb wie ein Mann (The Strange One)
- 1957: Die Brücke am Kwai (The Bridge on the River Kwai)
- 1958: Bonjour Tristesse
- 1958: Sturm im Osten (La tempesta)
- 1959: Esterina
- 1961: Die korsischen Brüder (I fratelli corsi)
- 1962: Twilight Zone (The Twilight Zone, Fernsehserie, Folge 3x32 The Gift)
- 1963: Die drei Unerbittlichen (Tres hombres buenos)
- 1964: Route 66 (Fernsehserie, Folge 4x14)
- 1964: Das große Abenteuer (The Great Adventure, Fernsehserie, Folge 1x15)
- 1965: Alfred Hitchcock zeigt (The Alfred Hitchcock Hour, Fernsehserie, Folge 3x23)
- 1966: Die Leute von der Shiloh Ranch (The Virginian, Fernsehserie, Folge 4x22)
- 1966: The Green Hornet (Fernsehserie, 2 Folgen)
- 1970: 100 Dollar mehr, wenn’s ein Junge wird (The Baby Maker)
- 1973: Cannon (Fernsehserie, Folge 2x23)
- 1973: Zwei Menschen unterwegs (Two People)
- 1973: Rauchende Colts (Gunsmoke, Fernsehserie, 2 Folgen)
- 1975: It’s a Bird…It’s a Plane…It’s Superman (Fernsehfilm)
- 1975: Mannix (Fernsehserie, Folge 8x19)
- 1975: Make-up und Pistolen (Police Woman, Fernsehserie, Folge 2x13)
- 1979–1982: The Doctors (Fernsehserie, 10 Folgen)
- 1984: The Edge of Night (Fernsehserie, 27 Folgen)
- 1985: Private Sessions (Fernsehfilm)
- 1999: Big Daddy